# Antiblemma andersoni
Antiblemma andersoni är en fjärilsart som beskrevs av William Schaus 1940. Antiblemma andersoni ingår i släktet Antiblemma och familjen nattflyn. Inga underarter finns listade i Catalogue of Life.